# Лимонная горлица
Лимонная горлица (лат. Columba larvata) — вид птиц из семейства голубиных (Columbidae). Выделяют 7 подвидов. Отличается от других африканских голубей тем, что ведёт наземный образ жизни.

## Таксономия
Ранее лимонную горлицу выделяли в одноимённый монотипический род (Aplopelia).
Некоторые систематики рассматривают популяции Гвинейского залива (São Tomé lemon-dove) как отдельный вид C. simplex (или A. simplex), другие — как подвид C. larvata simplex.

## Описание
Лимонная горлица довольно маленькая, размером 24—30 см в длину и весом 81,7—150 г. Её отличительные черты среди других африканских голубей (Columba) белые лицо и лоб у взрослых самцов. Взрослые самцы имеют тёмно-коричневое оперение сверху, глянцево-зелёное по бокам шеи и коричневое снизу. Радужная оболочка варьирует от тёмно-коричневой до тёмно-коричневато-красной, малиновой или розовой, иногда быванет тёмно-жёлтой. Ноги красные или пурпурно-розовые, с тёмно-коричневыми когтями. Клюв чёрный или серовато-чёрный. Самки и молодые самцы, как правило, похожи, но с более светлым коричневым оперением и тускло-серыми отметинами на лице. Самцы западноафриканского подвида имеют тёмно-серое оперение.
Рацион состоит в основном из различных мелких фруктов, семян, моллюсков и насекомых. В кладке 1—3 светло-коричневых или кремовых яйца.

## Ареал
Распространена в горных лесах Африки, приблизительно от 100 до 3000 метров над уровнем моря.